# Bjurtjärns distrikt
Bjurtjärns distrikt är ett distrikt i Storfors kommun och Värmlands län. Distriktet ligger omkring Kyrksten i östra Värmland. 

## Tidigare administrativ tillhörighet
Distriktet inrättades 2016 och utgörs av en del av området som Storfors köping omfattade till 1971, delen som före 1967 utgjorde Bjurtjärns socken.
Området motsvarar den omfattning Bjurtjärns församling hade vid årsskiftet 1999/2000.

## Tätorter och småorter
I Bjurtjärns distrikt finns en tätort men inga småorter.

### Tätorter
- Kyrksten